# Giovanni Pietro Losana
Giovanni Pietro Losana (Vigone, 22 gennaio 1793 – Torino, 14 marzo 1873) è stato un teologo e vescovo cattolico italiano.

## Biografia

### I primi anni
Nato a Vigone nel 1793, Giovanni Pietro Losana nacque in seno ad una famiglia profondamente cattolica. Venne cresciuto ed ispirato dalla figura dello zio paterno, Giorgio Matteo Losana (1758-1833), parroco di Lombriasco dal 1787 al 1833, già professore di teologia all'Università di Torino nel biennio 1800-1801, il quale era stato incarcerato nel forte di Verrua come "giacobino" e giansenista negli anni dell'occupazione napoleonica e si era poi preoccupato particolarmente dell'istruzione dei contadini alle nuove tecniche agricole.
Istruito dallo stesso zio, Giovanni Pietro crebbe in un ambiente fortemente permeato di teologia, senza ad ogni modo divenire un giansenista egli stesso.
Nel 1815 si addottorò in teologia presso l'Università di Torino, venendo ordinato sacerdote l'8 giugno 1816 da Paolo Giuseppe Solaro, cardinale di San Pietro in Vincoli e già vescovo di Aosta.

### L'insegnamento teologico e l'esperienza pastorale in Piemonte ed in Oriente
Aggregato al Collegio dei Teologi nel 1817, si dedicò all'insegnamento di teologia e sacra scrittura al seminario di Casale Monferrato. Dal 1820 e sino al 1821, fu vicedirettore del Collegio delle Province di Torino. Il 13 settembre 1824, iniziò parallelamente ai suoi studi anche l'attività pastorale sul campo, venendo nominato parroco-abate della chiesa collegiata di Sant'Andrea a Savigliano. Il 18 dicembre 1826 venne nominato vescovo per la sede titolare di Abido ed il 7 gennaio dell'anno successivo papa Leone XII, in udienza privata, lo nominò vicario apostolico di Aleppo in Siria. Venne consacrato ufficialmente vescovo nella Basilica di San Pietro a Roma il 22 aprile 1827 per mano del cardinale Giuseppe Maria Spina, cardinale-vescovo di Palestrina, coadiuvato da mons. Pietro Caprano, arcivescovo titolare di Iconio, e da mons. Luigi Bottiglia Savoulx, arcivescovo titolare di Perge. Il 16 giugno successivo venne costituito quale delegato apostolico per i cattolici orientali. Il 1º luglio 1828 si imbarcò alla volta dell'Oriente, ma ottenne da papa Leone XII, su richiesta di re Carlo Felice, anche l'incarico di visitatore apostolico delle chiese consolari presenti nelle corti di Barberia del Levante (corrispondente al Mediterraneo orientale). Nel suo viaggio fece infatti tappa a Tunisi, ove incontrò il console piemontese Bernardino Drovetti.

### Vescovo a Biella
Continuò la sua missione in Oriente sino al 30 settembre 1833 quando il pontefice, su proposta di re Carlo Alberto, lo trasferì alla sede episcopale di Biella dove rimase per i successivi quarant'anni, distinguendosi come uno dei vescovi di maggior peso dell'intera storia della diocesi. Prese ufficialmente possesso della nuova diocesi il 6 aprile 1834, impegnandosi da subito per la programmazione di una visita pastorale che effettivamente svolse tra la fine del 1837 e l'inizio del 1838 in 30 delle 90 parrocchie di sua competenza. Quasi ogni anno, nel periodo della Quaresima, pubblicò delle lettere pastorali che ancora oggi rappresentano una delle sue produzioni di maggior peso per descrivere la sua attività pastorale e sociale. Storicamente fu vicino agli ideali del Risorgimento Sempre per la sua vicinanza agli ideali risorgimentali, nel 1859 accolse Garibaldi nel suo palazzo episcopale durante la marcia di questi per raggiungere il confine con la Lombardia. Entrò in contrasto con l'arcivescovo di Torino, Luigi Fransoni, fervido sostenitore del papismo e della definizione del dogma dell'Immacolata Concezione, la cui definizione definì "inopportuna" in una sua lettera indirizzata a Pio IX. Fu favorevole anche al matrimonio civile per correttezza verso le autorità dello stato, ma fu assolutamente contrario a ritenerlo un sacramento o l'unico modo per maritarsi.

#### Il Concilio Vaticano I
Dal 1869 al 1870 fu uno dei padri conciliari del Concilio Vaticano I, dove ancora una volta si distinse per le sue tesi riformiste e per la sua opposizione al dogma dell'infallibilità papale, decidendo volontariamente di non presenziare alla solenne proclamazione il 18 luglio 1870, ma finendo infine per sottostarvi all'Epifania del 1871. Per contrastare l'ideale dell'infallibilità del pontefice, si era espresso contrariamente alla definizione di un vero e proprio dogma tramite la scrittura di una lettera controfirmata anche da altri vescovi piemontesi che con lui avevano studiato a Torino: Alessandro Riccardi di Netro, arcivescovo di Torino, Luigi Nazari di Calabiana, arcivescovo di Milano, Lorenzo Guglielmo Maria Renaldi, vescovo di Pinerolo, Luigi Moreno, vescovo di Ivrea, Raffaele Biale, vescovo di Albenga, e Giovanni Battista Montixi, vescovo di Iglesias. Nel 1869, dopo la conclusione della prima sessione del Concilio, citò Vincenzo Gioberti in una sua lettera pastorale, auspicando la conciliazione tra Chiesa e Stato. Tale lettera venne lodata pubblicamente anche alla Camera dei deputati da Quintino Sella in un suo intervento del 14 giugno 1870.
A livello diocesano si preoccupò particolarmente della formazione dei giovani, aprendo diversi istituti che affidò alle suore della scuola di Antonio Rosmini, di cui era un amico ed estimatore personale. Nel 1843 inaugurò anche la Società di mutuo soccorso tra gli operai e il comizio agrario. Come suo zio prima di lui, si interessò particolarmente all'istruzione dei contadini e introdusse per primo nel biellese la tecnica della solforazione della vite. Nel 1856 fondò la Cassa di Risparmio di Biella.
Morì a Torino il 14 marzo 1873 e fu sepolto presso il cimitero monumentale del Santuario di Oropa,, nella diocesi di Biella.

## Genealogia episcopale e successione apostolica
La genealogia episcopale è:
- Cardinale Scipione Rebiba
- Cardinale Giulio Antonio Santori
- Cardinale Girolamo Bernerio, O.P.
- Arcivescovo Galeazzo Sanvitale
- Cardinale Ludovico Ludovisi
- Cardinale Luigi Caetani
- Cardinale Ulderico Carpegna
- Cardinale Paluzzo Paluzzi Altieri degli Albertoni
- Papa Benedetto XIII
- Papa Benedetto XIV
- Cardinale Enrico Enriquez
- Arcivescovo Manuel Quintano Bonifaz
- Cardinale Francisco Antonio de Lorenzana y Butrón
- Cardinale Giuseppe Maria Spina
- Vescovo Giovanni Pietro Losanna

La successione apostolica è:
- Vescovo Lorenzo Guglielmo Maria Renaldi (1849)
- Vescovo Carlo Savio  (1867)